# Aegus caledoniae
Aegus caledoniae là một loài bọ cánh cứng trong họ Lucanidae. Loài này được Boucher mô tả khoa học năm 1991.